# Корниенко, Иван Сергеевич
Иван Сергеевич Корниенко (27 ноября 1910, Шестерня, Херсонская губерния — 13 ноября 1975, Киев) — советский киновед. Доктор искусствоведения (1966), профессор (1968). Ректор Киевского театрального института имени И. К. Карпенко-Карого (1966—1975). Заслуженный работник культуры УССР (1968).

## Биография
Родился 27 ноября 1910 года в селе Шестерня (ныне в Днепропетровской области) в шахтёрской семье, мать умерла когда ему было два года.
В 1924—1927 годах работал коногоном на шахте имени Октябрьской революции в Кривбассе.
В 1931 году окончил Одесский музыкально-театральный институт, учился в Киевском институте имени Горького.
Работал режиссёром организованного им Театра рабочей молодёжи, исколесил весь Донецкий край с агитбригадами, ставя пьесы «Диктатура», «Республика на колёсах», «Наймичка».
С 1932 года выступал со статьями о вопросам театра и кино. Работал редактором «Украинфильм». Член ВКП(б) с 1940 года.

### В годы Великой Отечественной войны
Участник Великой Отечественной войны. В Красной армии с июля 1941 года, на фронте с октября 1941 года. Замполит, ответственный секретарь партбюро 534-го отдельного сапёрного батальона, затем — комиссар 57-го отдельного сапёрного батальона.
Особо отличился летом 1942 года при строительстве моста через Дон в районе хутора Вертячий: под систематической бомбёжкой вражеской авиацией организовал работу соблюдая строжайшую дисциплину и порядок, при этом «сам неустанно и самоотверженно работал на самых трудных участках». Неоднократно отлично выполнял боевые задания. 7 июля 1942 года в селе Вейделевка Курской области лично взорвал мост перед немецкими автоматчиками.

Разгадав коварный замысел врага, переодевшегося в красноармейскую и крестьянскую одежду, т. Корниенко под ураганным огнём фашистов, взорвал мост, уничтожив более 10 фрицев.— Из наградного листа на Орден Красной Звезды

Получив задание построить мостик через болото на правобережье р. Днестр, с большим умением подготовил людей, ночью работал с подразделением в воде болота по 7 часов, несмотря на сильный пулемётный и миномётный обстрел противником места работ. Благодаря проявлению личной храбрости и боевого мастерства обеспечил досрочное выполнение работ.— из наградного листа на Орден Отечественной войны I степени
В феврале 1945 года, при налёте «мессеров» на переправу танков через реку Одер, был тяжело ранен, но спасён медсестрой Екатериной Дроновой — она его буквально руками откопала из под завалившей его земли, был направлен в госпиталь, комиссован. 22 марта 1945 года в 60 километрах от Берлина медсестра Дронова была тяжело ранена и контужена, осталась инвалидом 3-й группы. Осенью 1945 года Иван Корниенко нашёл девушку, они прожили в браке 30 лет.

### После войны
После войны некоторое время жил в Воронеже, затем вернулся в Киев, где работал начальником сценарного отдела Киевской киностудии.
В течение 10 лет работал в ЦК Коммунистической партии Украины заведующим сектором литературы и искусства. В 1958 году стал главным редактором журналов «Искусство» и «Новости киноэкрана».
В 1966 году в Отделении литературы, языка и искусствоведения АН УССР защитил диссертацию на соискание учёной степени доктора искусствоведения по теме «Принципы и художественные средства киноискусства: (Из опыта украинской советской кинематографии)».
В 1966—1975 годах — ректор Киевского театрального института имени И. К. Карпенко-Карого, в котором организовал кинофакультет и преподавал (профессор).
Был членом президиума Союза кинематографистов УССР, членом коллегии Министерства культуры УССР.
Умер 13 ноября 1975 года, похоронен на Байковом кладбище Киева.

## Отзывы
Полностью вклад Корниенко в нашу социалистическую культуру оценят историки. Он не зря прожил свою жизнь — честную, достойную жизнь крестьянского внука, рабочего сына. Его любили — за доброту и требовательность, честность и бескорыстие, преданность делу и глубокую человечность, за ум и знания — за то, что он был настоящим коммунистом.— Тимофей Левчук, Журнал «Искусство кино» № 4 за 1976 год

## Научная деятельность
Автор более 200 статей, кинорецензий и обзоров, ряда монографий по истории и теории украинского кино. Написал сценарии научно-популярных фильмов «Украинское народное искусство» (1954), «Золотые руки» (1960), «Гнат Юра» 1961), «Слово об Игоре Савченко» 1965).
Оказал большое влияние на формирование творческих кадров кино республики.

### Научные труды
- Украинское советское киноискусство, 1917—1929 / Т. 1, Киев, 1959.
- Игорь Савченко / Киев, 1963 (c М. М. Бережний).
- На орбитах киноискусства / Киев, 1965.
- Полстолетия украинского советского кино / Киев, 1970.
- Кино Советской Украины / М., 1975.

## Награды
- Заслуженный работник культуры УССР (1968);
- орден Отечественной войны 1-й степени (11.09.1944);
- орден Отечественной войны 2-й степени (30.04.1943);
- орден Красной Звезды (09.12.1942);
- орден «Знак Почёта» (24.11.1960);
- медали.

## Память
- Памятная доска на фасаде Киевского национального университета театра, кино и телевидения имени И. К. Карпенко-Карого;
- В 2011 году в селе Шестерня открыта памятная доска.